# Agunnaryd
Agunnaryd – miejscowość (tätort) w Szwecji, w regionie administracyjnym (län) Kronoberg, w gminie Ljungby.
Według danych Szwedzkiego Urzędu Statystycznego liczba ludności wyniosła: 210 (31 grudnia 2018) i 206 (31 grudnia 2019).